# 1999 AX7
1999 AX7 är en asteroid i huvudbältet som upptäcktes 13 januari 1999 av den japanska astronomen Takao Kobayashi vid Ōizumi-observatoriet.
Asteroiden har en diameter på ungefär 21 kilometer och den tillhör asteroidgruppen Veritas.